# Emoni Bates
Emoni James-Wayne Bates (ur. 28 stycznia 2004 w Ann Arbor) – amerykański koszykarz, występujący na pozycji niski skrzydłowego, obecnie zawodnik Cleveland Cavaliers oraz zespołu G-League – Cleveland Charge.
W 2020 został wybrany najlepszym koszykarzem szkół średnich w Stanach Zjednoczonych (Gatorade National Player of the Year). Został też dwukrotnie wybrany najlepszym koszykarzem szkół średnich stanu Michigan (Michigan Gatorade Player of the Year  – 2019, 2020).
W 2023 reprezentował Cleveland Cavaliers podczas rozgrywek letniej ligi NBA w Las Vegas.

## Osiągnięcia
Stan na 18 lutego 2024, na podstawie, o ile nie zaznaczono inaczej.
NCAA
- Uczestnik rozgrywek II rundy turnieju NCAA (2022)
- Zaliczony do:
  - I składu turnieju Cancun Challenge Mayan Division (2023)
  - III składu MAC (2023)
- Koszykarz tygodnia konferencji Mid-American (MAC – 27.02.2023)
- Najlepszy pierwszoroczny zawodnik tygodnia konferencji American Athletic (AAC – 15.11.2021)

NBA
- Uczestnik turnieju Panini Rising Stars (2024 – Team Detlef)[5]